# Giovanni Carcaterra
dott. Giovanni Carcaterra (Napoli, 1899 – ...) è stato un prefetto italiano, dal 22 marzo 1954 al 10 ottobre 1960 Capo della polizia - direttore generale della pubblica sicurezza.

## Storia
Nasce a Napoli nel 1899, ed entra nell'Amministrazione Civile dell'interno nel 1924 per poi raggiungere la nomina a prefetto nel 1945.
Dal 1945 al 1947 è prefetto di Viterbo mentre dal 1947 al 1954 è prefetto di Torino.

### La nomina a Capo della Polizia
Il 22 marzo 1954 viene nominato Capo della polizia - direttore generale della pubblica sicurezza focalizzandosi fin da subito su un migliore addestramento per gli agenti sull'uso delle armi a seguito di numerosi incidenti avvenuti riuscendo altresì a rivoluzionare i mezzi di comunicazione e di trasporto dei Reparti mobili della Polizia di Stato.
Provvede a riformare le specialità della Polizia di Stato in Polizia stradale, Polizia postale, Polizia di frontiera e Polizia ferroviaria creando altresì a Cesena il Centro Addestramento di Polizia Stradale nel 1955, adeguando anche i mezzi e gli strumenti di comunicazione, investigazione e di polizia scientifica acquisendo attrezzature nel campo delle indagini chimiche, merceologiche, balistiche e dei rilievi.
La prima riforma più importante è l'ingresso delle donne in polizia grazie all'istituzione del Corpo di polizia femminile a seguito della Legge Merlin permettendogli di trattare compiti di prevenzione di reati contro il buon costume ed indagini sui reati commessi da altre donne o da minori.
La seconda riforma nota come Accordo Carcaterra prevedeva la ruralizzazione dell'Arma dei Carabinieri per un maggiore coordinamento delle forze di polizia, tuttavia con lo svilupparsi di questo accordo, si è passati dalla prima fase che permetta un maggiore coordinamento alla completa rimozione dei Carabinieri dalle città andando ad intaccare il morale e le dotazioni, Per questi motivi in seguito è stato ritrattato e non ultimato.
Inoltre per sviluppare procedure più avanzate ha intrapreso relazioni bilaterali con gli Stati Uniti d'America incontrando al Palazzo del Viminale nel 1957 Stephen Kennedy, capo della New York State Police.
Ha terminato il suo mandato il 10 ottobre 1960.